# 임시승강장
임시승강장(臨時乘降場)은 철도역 형태 중의 하나로, 정식의 철도역이 아닌 임시 혹은 가설의 역을 의미한다.

## 정의
임시승강장은, 이름 그대로 철도 회사가 임시로 정하여 열차를 정차하는 곳을 의미한다. 보통의 역과 달리 상시 여객 및 화물을 취급하지 않기 때문에 설치된 시설이 극히 간결하여, 열차의 승강을 위한 간단한 승강장 정도만이 설치되는 경우가 대다수이다. 다만, 드물게 간단한 역 건물이 설치된 경우도 존재한다.
임시승강장은 보통 지역주민의 집단 청원이나 지방자치단체 등의 요구에 따라 만들어지는 것이 일반적이며, 역간 거리, 정차 위치의 선형 등을 종합 가감하여 설치의 가부, 입지 등이 결정된다.
대한민국의 철도에서는 임시승강장은 국가가 고시하는 영업거리표 상에 역명 등이 등재되며, 다만 역간 거리 등은 표기되지 않고 기사 란에 임시승강장이라는 기재사항이 들어간다. 다만, 영업거리표 상에 고시되어 있다고 해서 반드시 열차가 정차하는 것은 아니며, 단지 폐지에 대한 행정 조치가 이루어지지 않아서 그대로 잔존해 있는 경우도 있다. 또한 과거 임시승강장의 설치는 공식적인 영업거리표 상에 고시된 바가 전혀 없음에도 열차가 정차하는 경우도 존재한다.

## 운영
임시승강장은 보통 그 지역의 행사, 인근의 급격한 변화로 인해 열차의 수송량이 증가하였을 것이라 판단하여 신설하는 예가 많다. 보통은 일정한 기간만을 여객 영업 후 여객 영업을 종료하는 경우가 많은데 일정 기간마다 여객을 취급하거나 연속적으로 여객을 취급하던 경우도 있다.

## 목록

### 대한민국
현재 폐지되거나 무배치간이역으로 승격된 경우 각주로 추가해 두었다.
- 덕하역 (동해선 전철화로 신 역사 완공)
- 좌천역 (동해선 전철화로 신 역사 완공)
- 청주공항역[5]
- 엑스포역[6]
- 재송역[7](동해선 전철화로 신 역사 완공)
- 안락역[8](동해선 전철화로 신 역사 완공)
- 우일역[9](동해선 전철화로 신 역사 완공)
- 남문구역[10](동해선 전철화로 신 역사 완공)
- 남울산역[11]
- 승문역[12]
- 외고산역[13]
- 주례역[14]
- 진주수목원역[15]
- 망상해수욕장역[16]
- 동예천역[17]
- 온릉역
- 비동역
- 안양풀장역[18]
- 보정역[19]
- 용유임시역
- 의정부 경전철 차량기지 임시승강장
- 양학동역[20]